# Eloise Wellings
Eloise Wellings (* 9. November 1982 in White Plains als Eloise Poppett) ist eine australische Langstreckenläuferin US-amerikanischer Herkunft.

## Sportliche Laufbahn
Erste internationale Erfahrungen sammelte Eloise Welling bei den Juniorenweltmeisterschaften 1998 in Annecy, bei denen sie in 9:36,64 min den elften Platz im 3000-Meter-Lauf belegte. Im Jahr darauf nahm sie an den Jugendweltmeisterschaften in Bydgoszcz teil und wurde dort in 9:05,05 min Vierte über diese Distanz. 2003 belegte sie bei den Crosslauf-Weltmeisterschaften in Avenches den 70. Platz auf der Kurzstrecke und siegte bei der Sommer-Universiade im südkoreanischen Daegu in 15:47,19 min im 5000-Meter-Lauf. Bei den Crosslauf-Weltmeisterschaften 2005 in Saint-Galmier kam sie auf der Langstrecke auf den 67. Platz. 2006 wurde sie bei den Commonwealth Games in Melbourne in 15:00,69 min Vierte über 5000 Meter. Bei den Crosslauf-Weltmeisterschaften in Fukuoka belegte sie auf der Kurzstrecke Rang 39 und auf der Langstrecke Rang 22, und beim Leichtathletik-Weltcup in Athen wurde sie Vierte über 3000 Meter.
2010 kam sie bei den Crosslauf-Weltmeisterschaften in Bydgoszcz auf den 48. Platz. Bei den Commonwealth Games in Neu-Delhi wurde sie in 16:11,97 min Fünfte über 5000 m und in 33:36,76 min Sechste im 10.000-Meter-Lauf. Im darauffolgenden Jahr folgte ein 41. Platz bei den Crosslauf-Weltmeisterschaften 2011 in Punta Umbría. 2012 qualifizierte sie sich für die Olympischen Spiele in London, bei denen sie über 10.000 Meter in 32:25,43 min den 20. Platz belegte. Zudem schied sie im 5000-Meter-Bewerb mit 15:35,53 min in der ersten Runde aus. Zwei Jahre darauf wurde sie bei den Commonwealth Games in Glasgow in 15:14,99 min Fünfte über 5000 Meter. Anschließend erreichte sie beim Leichtathletik-Continentalcup in Marrakesch in 16:00,14 min Rang vier.
2015 siegte sie beim Kagawa-Marugame-Halbmarathon und beim Halbmarathonbewerb des Gold-Coast-Marathons. Sie qualifizierte sich zudem erstmals für die Weltmeisterschaften in Peking, bei denen sie sich mit 15:09,62 min im Finale auf Rang zehn klassierte. Zudem wurde sie beim Halbmarathonbewerb des Melbourne-Marathons Zweite. 2016 nahm sie erneut an den Olympischen Spielen in Rio de Janeiro teil und wurde dort mit 15:01,59 min im Finale Neunte. Zudem erreichte sie im 10.000-Meter-Bewerb in 31:14,94 min Platz zehn. 2017 schied sie bei den Weltmeisterschaften in London über 5000 Meter mit 15:25,92 min im Vorlauf aus, während sie über 10.000-Meter nach 32:26,31 min auf Rang 22 einlief. Im Jahr darauf wurde sie bei den Commonwealth Games im heimischen Gold Coast in 15:39,02 min Achte über 5000 Meter und beendete das Rennen über 10.000 Meter in 32:51,47 min auf Platz 16. Im Mai siegte sie in 1:15:18 beim Sydney-Halbmarathon.
2006 und 2010 wurde Wellings Australische Meisterin im 5000-Meter-Lauf sowie 2007 über 3000 Meter. Sie studierte Sportphysiologie an der University of Wollongong.

## Persönliche Bestzeiten
- 3000 Meter: 8:41,78 min, 16. September 2006 in Athen
- 5000 Meter: 14:54,11 min, 18. August 2006 in Zürich
- 10.000 Meter: 31:14,94 min, 12. August 2016 in Rio de Janeiro
- Halbmarathon: 1:09:29 h, 7. Februar 2016 in Marugame